# Імре Ремете
Імре Ремете (угор. Remete Imre, 1904 — вересень 1936) — угорський футболіст, що грав на позиції воротаря. Відомий виступами, зокрема, за клуби «Уйпешт» і МТК, а також національну збірну Угорщини.

## Клубна кар'єра
У складі «Уйпешт» дебютував у сезоні 1921–1922, зігравши у трьох матчах чемпіонату. Гравцем оснви був у наступному сезоні 1922–1923, коли зіграв 18 матчів, став срібним призером чемпіонату Угорщини і фіналістом Кубка Угорщини 1923 року. «Уйпешт» у вирішальному матчі поступився МТК з рахунком 1:4.
У сезоні 1924–1925 грав у команді МТК, у складі якої став чемпіоном Угорщини і володарем кубка. Проведення змагань затягнулось і фінал був зіграний у березні 1926 року. У фінальній грі МТК з рахунком 4:0 переміг колишній клуб Ремете — «Уйпешт».
У другій половині 1926 року перейшов у команду «3-й округ ТВЕ», але уже навесні повернувся до МТК, який, у зв'язку з переходом на професіональний рівень, змінив назву на «Хунгарія». Не закріпився у команді, зігравши лише 1 матч.
| Дата       | Місто    | Господарі | Результат | Гості   | Турнір           | Голи | Примітки |
| ---------- | -------- | --------- | --------- | ------- | ---------------- | ---- | -------- |
| 02/05/1926 | Будапешт | Угорщина  | 0 – 3     | Австрія | товариський матч | -    |          |
| 20/08/1926 | Будапешт | Угорщина  | 4 – 1     | Польща  | товариський матч | -    |          |
| Усього     |          | Матчів    | 2         |         | Голів            | 0    |          |

## Досягнення
- Чемпіон Угорщини: (1)

МТК: 1924–1925,
- Срібний призер Чемпіонату Угорщини: (2)

«Уйпешт»: 1922–1923
МТК: 1925–1926
- Володар Кубка Угорщини: (1)

МТК: 1925
- Фіналіст Кубка Угорщини: (1)

«Уйпешт»: 1923